# ذراع المرو (حبيل جبر)

تعديل مصدري - تعديل

ذراع المرو هي إحدى قرى عزلة حبيل جبر بمديرية حبيل جبر التابعة لمحافظة لحج، بلغ تعداد سكانها 3 نسمة حسب تعداد اليمن لعام 2004.